# Dəmirçi (Sədərək)
Dəmirçi è un comune dell'Azerbaigian situato nel distretto di Sədərək.